# 劉清 (成化乙未進士)
劉清（1432年—？），字孔廉，山東青州府益都縣人，軍籍，明朝政治人物。進士出身。

## 生平
早年出身國子生，山東鄉試第六名。成化十一年（1475年）乙未科會試第九十二名，殿試登進士第三甲第一百九十七名。

## 家族
曾祖父劉遵道。祖父劉公弼，贈工部郎中。父亲劉彧，曾任知府。